# Herzog Ferenc
Herzog Ferenc (Budapest, 1879. február 13. – Budapest, 1952. január 7.) Corvin-koszorús magyar orvos, belgyógyász, fiziológus, patológus, ideggyógyász, kardiológus, egyetemi tanár, a Magyar Tudományos Akadémia rendes tagja. Jelentős eredményeket ért el az idegrendszeri, valamint a szív- és érrendszeri betegségek élettani hátterének feltérképezése, kórtani kutatása és gyógyászata terén.
Herzog József (1880–1941) levéltáros, történész, akadémikus bátyja.

## Életútja
Herzog Ferenc és Scheider Mária fia. A Budapesti Tudományegyetemen folytatott orvosi tanulmányokat, ezzel párhuzamosan az egyetem anatómiai intézetében gyakornokoskodott. 1902-ben megszerezte orvosi oklevelét, majd 1903-tól 1909-ig Jendrassik Ernő egyetemi ideggyógyászati klinikáján dolgozott gyakornokként. 1906–1907-ben állami ösztöndíjjal német- és franciaországi egyetemeken képezte tovább magát. 1909-ben tanársegéddé lépett elő, s 1914-ig az egyetem II. számú belgyógyászati klinikájának adjunktusa volt. 1911-ben a belgyógyászati diagnosztika magántanárává habilitált a pesti egyetem orvoskarán.
1914-ben a pozsonyi Erzsébet Tudományegyetemre nevezték ki a belgyógyászat nyilvános rendes tanárává. 1922-től már ismét a fővárosban tanított és végezte a klinikai munkát: a Pázmány Péter Tudományegyetem belgyógyászati tanszékének nyilvános rendes egyetemi tanára lett. Egyidejűleg 1922-től 1930-ig a IV. számú, 1930 után az I. számú belgyógyászati klinika igazgatójaként az ott folyó gyógyítómunkát is irányította. 1945-ben állásairól lemondott, 1946-ban népbírósági ítélet alapján kényszernyugdíjba vonult. Halálát szívkoszorúér-elmeszesedés okozta.

## Munkássága
Fő kutatási területe az idegrendszer és a vérkeringés élettani folyamatai, ezek megbetegedéseinek, elváltozásainak patológiája volt.
Behatóan tanulmányozta az izmok beidegzését és az izomtónust, a gerincvelői reflexek, főleg a nyújtási reflex fiziológiai folyamatait, az ujjmozgatás ideg-,  izom- és ínélettani hátterét, az ízlelés és szaglás agykérgi központjait. Neurofiziológiai alapkutatásainak eredményeként jelentős sikereket ért el a szervi idegrendszeri betegségek patológiája és belgyógyászata terén. Többek között foglalkozott az ideggyulladás, az idegzsába, a sclerosis multiplex, a gerincvelő- és nyúltvelő-elváltozások kóroktanával és diagnosztikai módszereivel, valamint az idegrendszer egyes onkológiai megbetegedéseivel, a gerincvelő és az agyalapi mirigy daganataival. 
A vérkeringési rendszerre vonatkozó klinikai kutatásai elsősorban a vérnyomás élettani vizsgálatára és a szív elektromos folyamatainak feltárására irányultak. Az ő nevéhez fűződik az elektrokardiográfia (EKG) magyarországi meghonosítása. A szív- és érrendszeri betegségek belgyógyászata terén jelentős eredményeket ért el a környéki keringési, érrendszeri elégtelenségek, a szívritmuszavar és a szívelégtelenség, a reumás szívbetegségek (szívizomgyulladás, szifiliszes aortagyulladás stb.) orvoslásában.

### Társasági tagságai és elismerései
1932-ben a Magyar Tudományos Akadémia levelező, 1941-ben rendes tagjává választották. Az akadémia 1949. évi átszervezésekor tanácskozó taggá minősítették, s rendes tagságát csak posztumusz, 1989-ben állították vissza. 1927-től rendes tagja volt a Szent István Akadémiának, 1929-től tagja az Igazságügyi Orvosi Tanácsnak, majd az Országos Közegészségügyi Tanácsnak.
Tudományos és orvosi eredményei elismeréseként 1930-ban átvehette a Corvin-koszorút.

### Főbb művei
- A központi idegrendszer megbetegedéséről polyneuritis degenerativában: Közlés a Budapesti Kir. M. Tud.-egyetem Idegklinikájából. Budapest: Pesti Lloyd-társulat. 1908.
- Az elektrokardiogramm klinikai értéke. Budapest: Pápay ny. 1911.
- Belorvosi diagnosztika. szerk. Jendrassik Ernő, Herzog Ferenc. Budapest: Mai. 1926.
- A hypophysis daganatairól. Budapest: Egyetemi ny. 1927.
- Klinikai megfigyelések: A IV. sz. belklinika 1922-29. évi és az I. sz. belklinika 1930-35. évi tudományos közleményeinek ismertetése. Budapest: (kiadó nélkül). 1936.
- A belorvostan tankönyve 1., 2. (Budapest, 1929-1932)

## További információ
- Marsovszky Pál:  Herzog Ferenc (1879–1952) emlékezete.  Orvostörténeti Közlemények,   (1980)
- Gorka Tivadar:  Herzog Ferenc és klinikája.  Orvosi Hetilap,   (1996)